# جيمس غامبل (سياسي)
جيمس غامبل (بالإنجليزية: James Gamble)‏ هو محامي وقاضي وسياسي أمريكي، ولد في 28 يناير 1809 في الولايات المتحدة، وتوفي في 22 فبراير 1883 في نفس البلد. حزبياً، نشط في الحزب الديمقراطي. وقد انتخب عضو مجلس نواب بنسيلفانيا وانتخب عضو مجلس النواب الأمريكي.